# 豐上站
豐上站（朝鲜语：／）是朝鮮民主主義人民共和國咸鏡南道荣光郡的一個鐵路車站，属于新兴线。

## 邻近车站
新兴线
荣光站 - 豐上站 - 千佛山站